# Zjuzino (stanice metra v Moskvě)
Zjuzino (rusky Зюзино) je stanice moskevského metra na lince Bolšaja kolcevaja, která byla zprovozněna 7. prosince 2021 v rámci úseku Mňovniki - Kachovskaja. Stanice je pojmenována podle čtvrti, ve které se částečně nachází.

## Charakter stanice
Stanice Zjuzino se nachází na hranici čtvrtí Čerjomuški (Черёмушки) a Zjuzino pod křížením ulice Kachovka (Улица Каховка) a Sevastopolského prospektu (Севастопольский проспект). Stanice disponuje dvěma podzemními vestibuly, západní vestibul má výstupy na východní stranu Sevastopolského prospektu (na západní stranu zatím nebyly dobudovány), výstupy z východního vestibulu ústí na obě strany ulice Kachovka. Vestibuly jsou s nástupištěm propojeny prostřednictvím eskalátorů.      
Architekti se v návrhu designu stanice inspirovali estetikou v oblasti typické bytové zástavby 60. let. Nejvýraznější prvkem na stanici je strop. Ten zdobí velké geometrické panely ve třech různých odstínech se závěsnými svítidly. Dynamická kompozice vytváří při pohybu po nástupišti iluzi pohyblivého stropu. Sloupy na nástupišti jsou obloženy světle šedým mramorem, podlaha je obložena stejně barevnou žulou a černým gabro-diabasem. Kolejové stěny se skládají z panelů černé, žluté a tmavě šedé barvy.       
Ve vestibulu je zavěšený strop vyroben z trojúhelníkových hliníkových voštinových panelů, mezi nimiž jsou profily s osvětlovacím zařízením. Betonové sloupy jsou zde chráněny antivandalovou směsí, stěny jsou pokryty světle šedým mramorem, pokladní prostory pak oranžovým aglomerátem. Podlaha je pokryta šedou sibiřskou žulou a černým gabrem. Vzory podlahy a profily osvětlení mají nasměrovat cestující k východům.

## Fotogalerie
- Povrchový pavilon na stanici Zjuzino
- Pohled na kolejovou stěnu s nazváním stanice
- Boční pohled na sloupy a trop ve stanici Zjuzino